# براتوورست

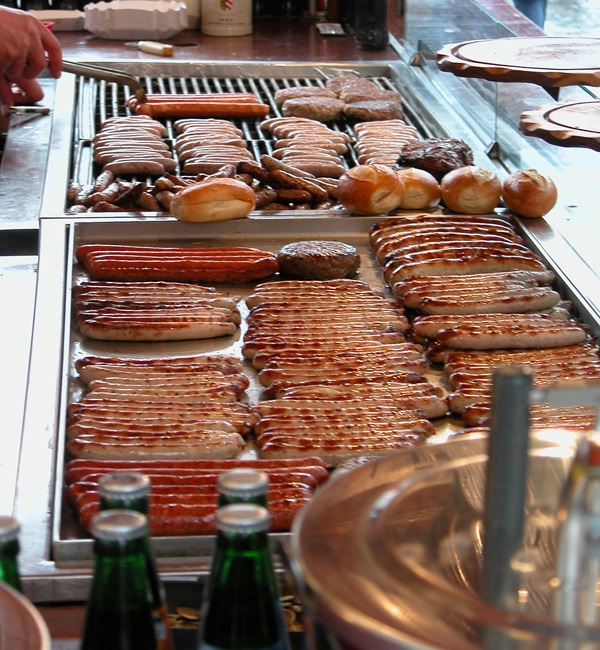
یک غرفه معمولی براتوورست نورنبرگ

براتوورست به انواع مختلفی از سوسیس‌های گوشتی گفته می‌شود که برای برشته کردن در نظر گرفته شده‌اند یا از پیش، برشته شده‌اند.

## مفهوم واژه
واژه براتوورست کلمه ای مرکب از واژه‌های آلمانی قدیمی براتو و ورست دارد. این کلمه اشاره ای به کباب است و در واقع به معنای سوسیس گوشت است (آلمانی بالای میانه: brātwurst). منشأ دوگانه این کلمه مشخص نیست.
در اصطلاح عامیانه براتوورست، به غلتک‌های سوسیس شکل و دراز و بلند خمیر و توده‌های بدون گوشت نیز نسبت داده می‌شود که از نظر ظاهر و خاصیت پخت و پز آن، شبیه سوسیس معمولی است.
بر اساس دیدگاه دیگر (برخی منطقه‌ها)، اصطلاح براتوورست، به معنای سوسیس خام دودی است که از گوشت خام و درشت تهیه می‌شود که سرد یا در آب گرم پخته و آماده مصرف می‌شود.

## تولید

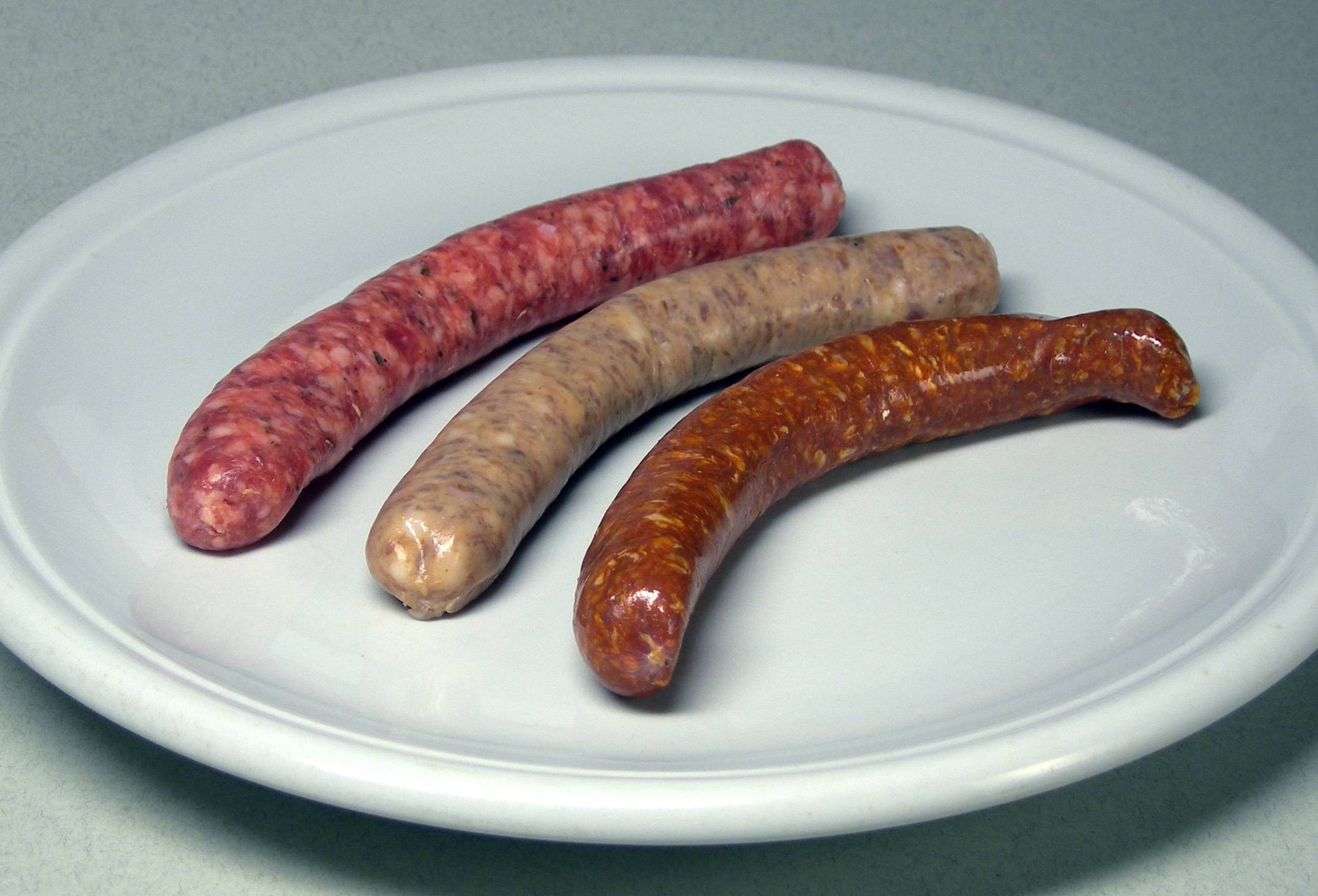
براتوورست اردک فرانسوی (چپ)، براتوورست خوک ایتالیایی (مرکز) و مرگوئز بره مراکشی (راست)، خام و …

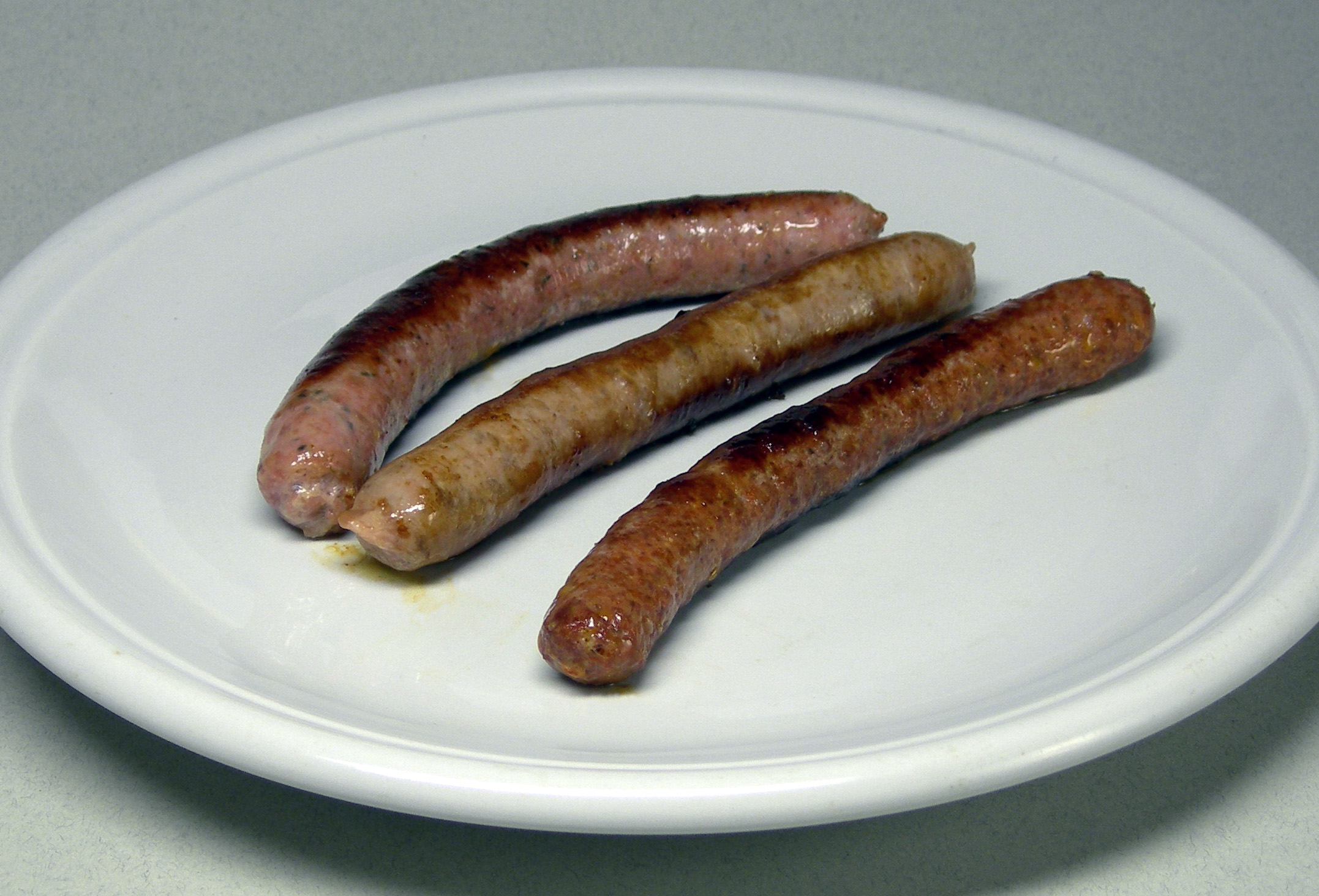
… و سرخ شده

سوسیس‌ها به صورت خام و آب‌پز عرضه می‌شوند که نوع پخته آن بیشتر رایج است. سوسیس‌های پخته نشده دودی رایج‌ترین انواع هستند. برای تولید، گوشت در چرخ گوشت چرخ می‌شود یا در صورت لزوم همراه با سایر مواد (ادویه، پیاز، سبزی) و وسایلی از این قبیل برش می‌زنند سپس آن را در روده خوک یا گوسفند پر می‌کنند یا به شکل دیگری شکل می‌دهند (مانند وول برتورست) بدون پوشش در آب داغ قرار می‌دهند به این شکل که سوسیس‌ها را در آب داغ، آبگوشت یا بخار آب داغ می‌کنند. برای تهیه و مصرف افراد، آنها معمولاً روی گریل یا در تابه سرخ می‌کنند.
به عنوان یک جایگزین خوراک، جایگزین‌های بدون گوشت به عنوان براتوورست نیز شناخته می‌شود که بر اساس پروتئین‌های گیاهی و حیوانی دیگر با افزودن موادی مانند آب، چربی یا روغن، غلیظ کننده‌ها، رنگ‌ها و سایر افزودنی‌های خوراکیی به منظور تقلید از براتوورست ساخته می‌شوند.

## دسته‌بندی

### نامگذاری‌های عمومی

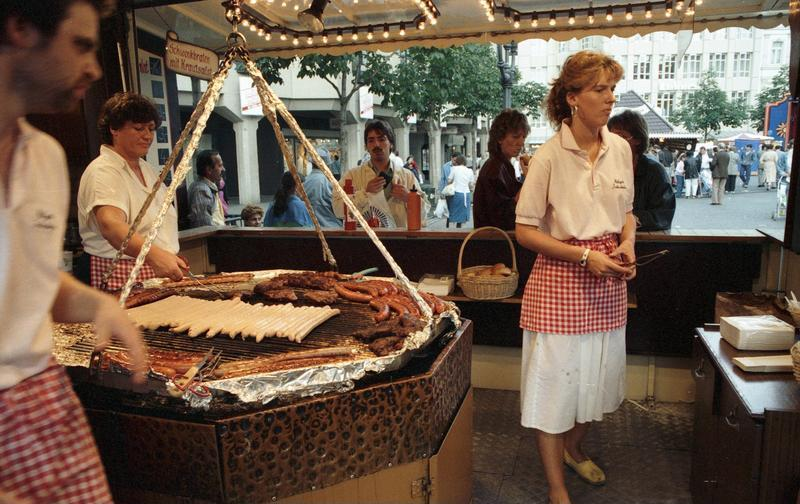
غرفه فروش سوسیس در نمایشگاهی در بن، ۱۹۸۸

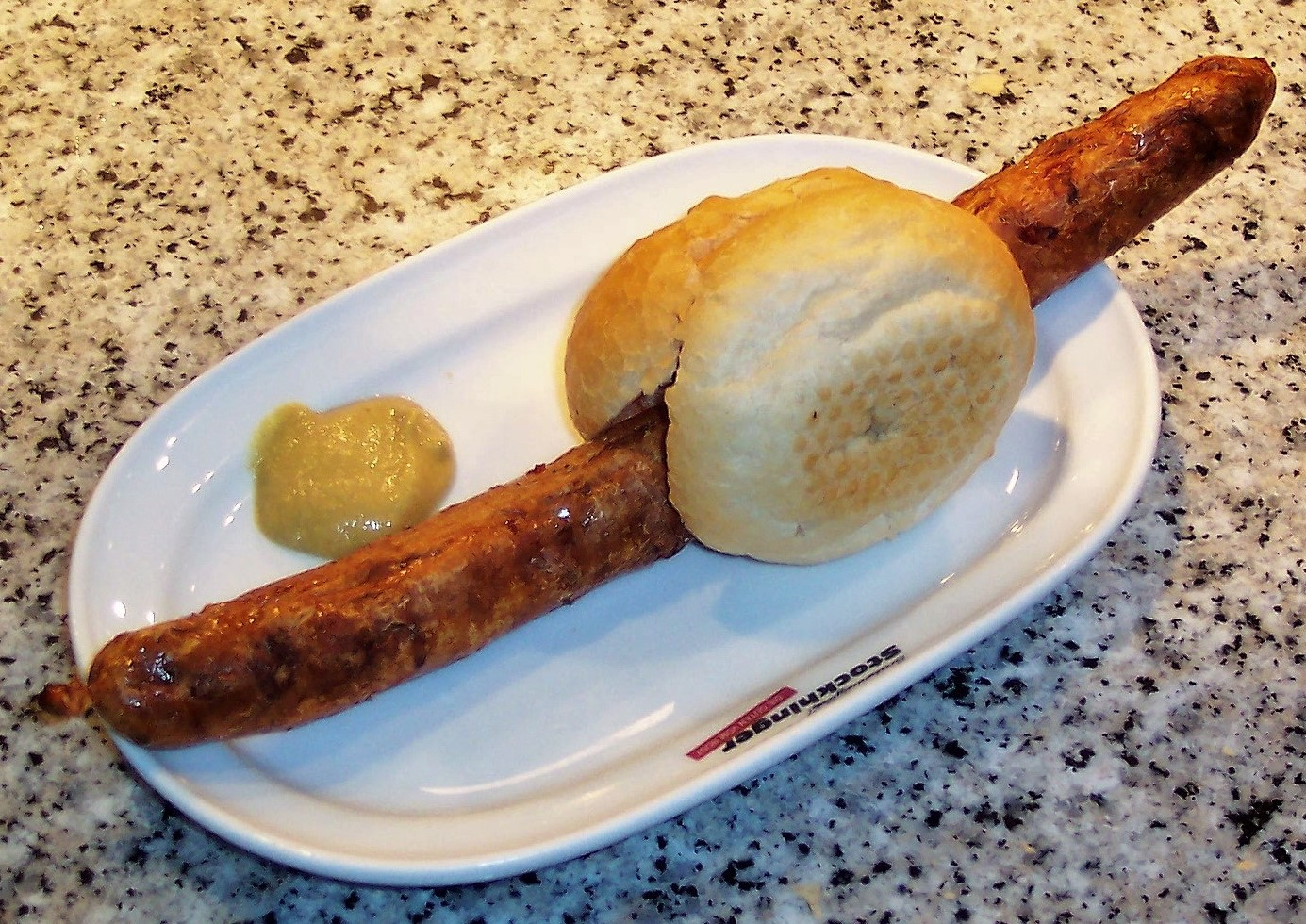
رست براتوورست با یک رول کوچک و خردل به عنوان یک میان‌وعده معمولی

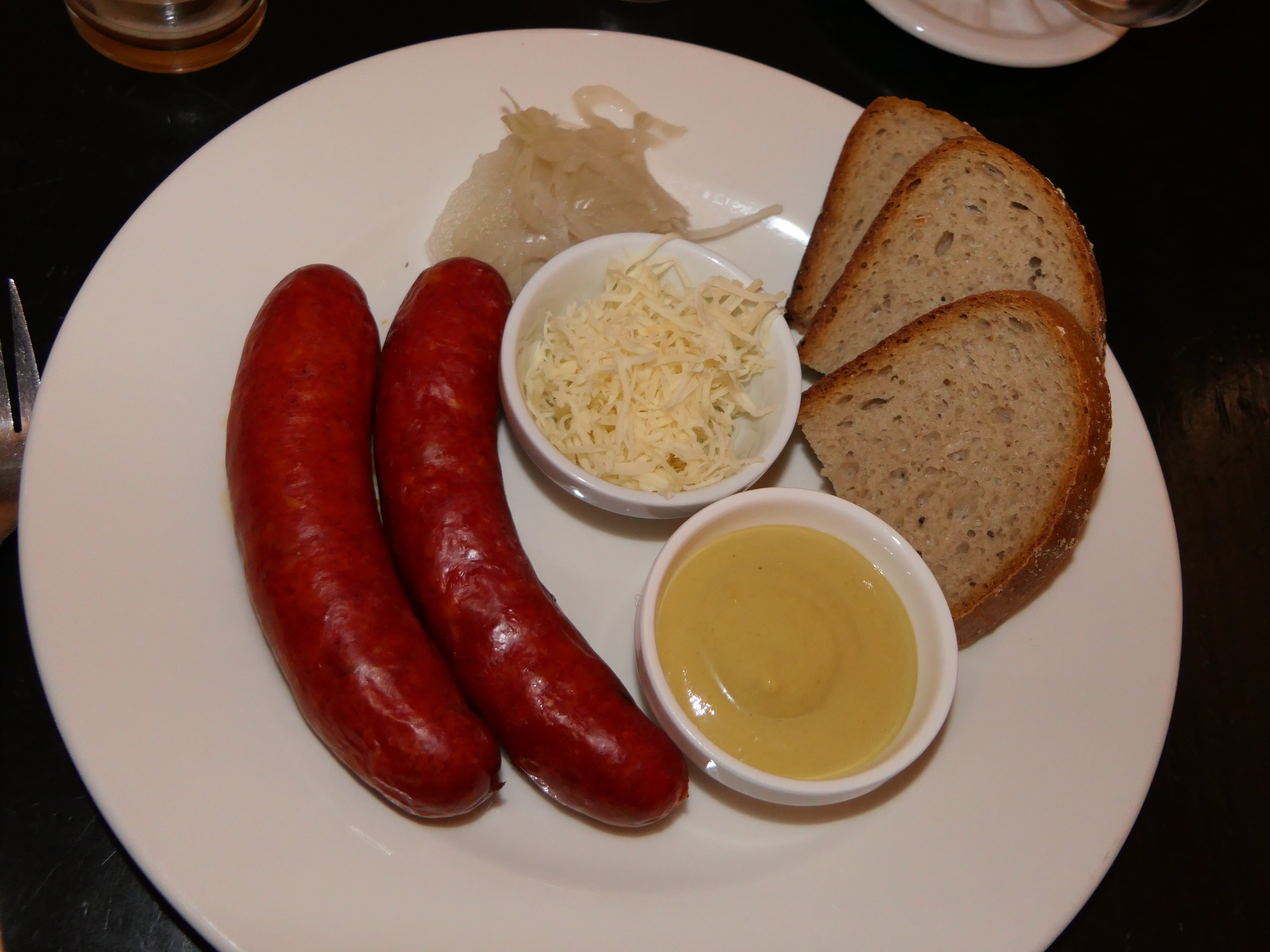
براتوورست مجارستانی با ترب رنده شده (ترب کوهی) و خردل

در آلمان از دستور العمل‌های استاندارد که در تولید انواع سوسیس استفاده می‌شود در براتوورست نیز استفاده می‌گردد. نمونه‌ها عبارتند از:
براتوورست خوب (همچنین سوسیس سفید)
یک سوسیس آب‌پز است که از گوشت پایه براتوورست تهیه می‌شود. به صورت خام یا دم کرده به صورت تجاری در دسترس است. در روده خوک با قطر ۲۶ تا ۲۸ میلی‌متر قرار می‌گیرد و دارای وزن واحد ۸۰ تا ۱۲۰ جی است. یک نوع شناخته شده Rheinische براتوورست است که از تخم مرغ برای تهیه آن استفاده می‌کند.
براتوورست متوسط (همچنین براتوورست فرانکونی، سوسیس خوک، سوسیس کبابی)

یک سوسیس آب‌پز است که از گوشت خوک و گوشت پایه براتوورست تهیه می‌شود. ادویه‌های معمولی در مخلوط براتوورست موجود است. جرم دارای ساختار درشت تا ۵ میلی‌متر است در روده خوک با قطر ۲۶ تا ۲۸ میلی‌متر قرار می‌گیرد پر شده و دارای وزن واحد ۱۰۰ جی است. انواع معروف آن عبارتند از براتوورست لهستانی که علاوه بر آن با سیر و مرزنجوش چاشنی می‌شود و براتوورست مونیخ که در قطعات با قطر ۲۲ تا ۲۴ اینچ عرضه می‌شود و وزن واحد ۴۰ تا 50 g است.
براتوورست درشت (همچنین رست براتوورست، همبرگر براتوورست، براتوورست آلمان شمالی)

یک سوسیس گوشت خوک پخته‌است. ادویه‌های معمولی در مخلوط براتوورست موجود است. جرم دارای ساختار ناهموار ۵ میلی‌متر است در روده خوک با قطر ۲۶ تا ۲۸ میلی‌متر قرار می‌گیرد پر شده و دارای وزن واحد ۱۰۰ جی است. انواع معروف Coburg براتوورست هستند که حداقل ۱۵ رقم مایع دارد گوشت گاو و همچنین تخم مرغ تازه، و همچنین مخروط کاج - به اصطلاح خنک - که روی رنده در آتش برشته می‌شود، و براتوورست فرانکونی که با مرزنجوش و فلفل دلمه ای نیز چاشنی می‌شود. انواع تقریباً یکسان Nordhäuser براتوورست هستند که علاوه بر آن با دانه‌های زیره طعم دار شده و با پیاز خام و خرد شده تهیه می‌شود (۴ گرم بر کیلوگرم)، و براتوورست هسی که محتوای پیاز آن کمتر است (۲ گرم بر کیلوگرم). به عنوان یک براتوورست کبابی، چاشنی بیشتری دارد، به عنوان مثال با فلفل بیشتر یا با افزودن تاباسکو یا ادویه‌های مخصوص مشابه.
روستبرات وورست

مترادف براتوورست درشت و متوسط است. این یک سوسیس آب‌پز است که از گوشت خوک یا گوشت پایه براتورست تهیه می‌شود. ادویه‌های معمولی در مخلوط براتوورست موجود است. توده را چرخ کرده و خرد می‌کنند تا ساختار ریز و با حداکثر اندازه دانه نخود به دست آید. در روده خوک با قطر ۲۶ تا ۲۸ میلی‌متر قرار می‌گیرد پر شده و دارای وزن واحد ۱۰۰ گرم است. نوع ترافل براتوورست با ترافل های ریز خرد شده تکمیل می‌شود. سوسیس‌های تیرولی نیز با پیاز خام، خرد شده و جعفری خرد شده درست می‌شوند (۱۰ گرم بر کیلوگرم). برای براتوورست آنچویی، فیله آنچوی ریز خرد شده را اضافه می‌شود.
براتوورست خام (مثلاً براتوورست شواینفورتر یا براتوورست تورینگی)

تفاوت آن با انواع دیگر فقط در این است که فقط قبل از مصرف پخته می‌شود. آنها باید در همان روز در آلمان مصرف یا فروخته شوند.
سوسیس گوساله

یک سوسیس آب‌پز است که از گوشت برای سوسیس گوساله درست می‌شود. در روده خوک با قطر ۲۸ تا ۳۲ میلی‌متر قرار می‌گیرد پر شده و دارای وزن واحد ۱۰۰ گرم است.
براتوورست گوشت گاو

سوسیس پخته‌ای است که از گوشت گاو و چربی گوشت تهیه می‌شود. تفاوت آن با سوسیس گوشت گاو فرانکفورت فقط در استفاده از نمک خوراکی به جای نمک پخت نیتریت است.
Farmer's براتوورست (همچنین آه وستفالیایی یا کشاورز)

یک سوسیس گوشت خوک خام دودی سرد است. ادویه‌های معمولی نمک، فلفل و زیره نیتریت هستند. در روده خوک با قطر ۲۸ تا ۳۲ میلی‌متر قرار می‌گیرد پر شده و دارای وزن واحد ۱۰۰ گرم است.
براتورست شراب بوهمیایی

یک سوسیس آب‌پز است که از گوشت خوک، بیکن و گونه خوک تهیه می‌شود. ادویه‌های معمولی در مخلوط براتوورست موجود است. علاوه بر این، توده با شراب سفید چاشنی می‌شود. با افزودن ابزارهای کمکی برش، جرم به خوبی برش داده می‌شود. گاهی اوقات گونه خوک را به صورت دانه درشت اضافه می‌کنند. این در بدنه‌های گراز با قطر ۲۸ تا ۳۲ میلی‌متر عرضه می‌شود پر شده و دارای وزن واحد ۱۰۰ جی است. طبق دستور اصلی، رشته سوسیس در مارپیچ/حلزون ۲۰۰ تا 250 g می‌شود. شکل شراب سفید کمتری برای نوع Oberländer براتوورست استفاده می‌شود و نیمی از گونه‌های خوک به صورت دانه درشت اضافه می‌شود.
کاری براتورست

یک سوسیس آب‌پز است که از گوشت خوک و بیکن تهیه می‌شود. علاوه بر مخلوط براتوورست، ادویه معمولی مقداری پودر کاری است. در روده خوک با قطر ۲۸ تا ۳۲ میلی‌متر قرار می‌گیرد پر شده و دارای وزن واحد ۱۰۰ جی است. نباید با سوسیس کاری اشتباه شود.
براتوورست آلزاس

یک سوسیس آب‌پز است که از گوشت سوسیس اصلی با پیاز رنده شده تهیه می‌شود. در روده خوک با قطر ۲۸ تا ۳۲ میلی‌متر قرار می‌گیرد پر شده‌است.
براتوورست ایتالیایی (همچنین سوسیس ایتالیایی)

یک سوسیس آب‌پز است که از گوشت پایه براتوورست، گوشت خوک و شکم خوک تهیه می‌شود. ادویه‌های معمولی نمک سفره، فلفل سفید و دانه‌های رازیانه هستند. جرم دارای ساختار ظریف تا ۲ است میلی‌متر شن در روده خوک با قطر ۲۸ تا ۳۲ میلی‌متر قرار می‌گیرد پر شده و دارای وزن واحد ۱۰۰ جی است.
براتوورست مونیخ

گونه ای از براتوورست متوسط و مترادف براتوورست باواریای بالایی است.
براتوورست نورنبرگ

نورنبرگ براتوورست یک سوسیس آب‌پز است که از گوشت خوک و گوشت پایه براتوورست تهیه می‌شود. مانند براتوورست محلی، محافظت می‌شود. ادویه‌های معمولی در ترکیب براتورست گنجانده شده‌است. مرزنجوش برای این مورد استفاده می‌شود. این توده دارای اندازه دانه درشت ۵ میلی‌متر است به قفسه‌هایی با قطر ۲۲ تا ۲۴ میلی‌متر بریده می‌شود پر شده و دارای وزن واحد ۴۰ جی است.
براتوورست باواریایی بالایی (همچنین براتورست پالاتینات، براتوورست مونیخ، براتوورست رگنسبورگ)

یک سوسیس آب‌پز است که از گوشت خوک و گوشت پایه براتوورست تهیه می‌شود. ادویه‌های معمولی در مخلوط براتوورست موجود است. توده را چرخ کرده و خرد می‌کنند تا ساختاری ریز با حداکثر اندازه دانه نخود داشته باشد. به قفسه‌هایی با قطر ۲۲ تا ۲۴ میلی‌متر بریده می‌شود و دارای وزن واحد ۴۰ تا ۵۰ جی است.
Schlesische Land براتوورست (همچنین Schlesische Landwurst, Kielbassa)

یک سوسیس خام سرد دودی است که از گوشت خوک، بیکن و پایه گوشت گاو تهیه می‌شود. جرم دارای ساختار ظریفی تا ۳ میلی‌متر است شن ادویه‌های معمولی نمک، فلفل، هل و سیر با نیتریت هستند. داخل روده خوک پر می‌شود و حلقه‌ها یا سوسیس‌هایی با وزن ۳۰۰ تا 350 g درست می‌کنند.
شواینفورت براتوورست

یک سوسیس گوشت خوک پخته‌است. جرم دارای ساختار ناهموار ۵ میلی‌متر است به قفسه‌هایی با قطر ۲۴ تا ۲۶ میلی‌متر بریده می‌شود و دارای وزن واحد ۴۰ است جی. به عنوان یک تخصص، معمولاً قبل از مصرف به صورت خام و تازه دم فروخته می‌شود.
براتوورست قرمز اسپانیایی (همچنین پاپریکا براتوورست، براتوورست اشتوتگارت، براتوورست آلمانی جنوبی (قرمز)

سوسیس پخته‌ای است که از گوشت خوک تهیه می‌شود و با نمک خوراکی و گل سرخ پاپریکا و پاپریکا شیرین چاشنی می‌شود که استفاده از آن با قسمت قرمز رنگ آن مشخص می‌شود. جرم دارای ساختار ظریف تا ۲ است میلی‌متر شن در روکش‌هایی با قطر ۲۲ تا ۲۴ فروخته می‌شود میلی‌متر پر شده‌است. نوع براتوورست سیلزی نیز با دانه‌های زیره سیاه و پیاز خام و خرد شده درست می‌شود (۲ گرم بر کیلوگرم).
وود براتورست

یک سوسیس گوشت خوک پخته‌است. ادویه‌های معمولی نمک سفره، فلفل، گرز، زنجبیل، هل و مرزنجوش هستند. علاوه بر این، شراب سفید متوسط خشک اضافه می‌شود. جرم دارای ساختار ظریف ۳ میلی‌متر است شن در روده خوک با قطر ۲۶ تا ۲۸ میلی‌متر قرار می‌گیرد پر شده و به شکل مارپیچ پیچیده شده‌است. قطعات بخش در صورت لزوم از آنها جدا می‌شوند؛ بنابراین سوسیس انتهای بسته‌ای ندارد.
Würzburger براتوورست (همچنین Winzerبراتوورست)

به شدت چاشنی است، طول ۱۵ تا ۲۰ میلی‌متر و حدود ۱۵ سانتی‌متر ضخامت با این حال، حاوی بخشی از شراب سفید فرانکونی نیز می‌باشد. نام «Würzburger براتوورست» به مسابقه ای برمی گردد که توسط شهردار Klaus Zeitler برگزار شد، که خواستار ساخت یک سوسیس اصلی Würzburg شد.
کولباخ براتوورست

بلند و نازک است از گوشت گوساله بسیار مرغوب تشکیل شده‌است و به اصطلاح در نان بادیان سرو می‌شود. براتوورست stollen، سرو شد.
الگو:FNBox

### نام‌های حفاظت شده

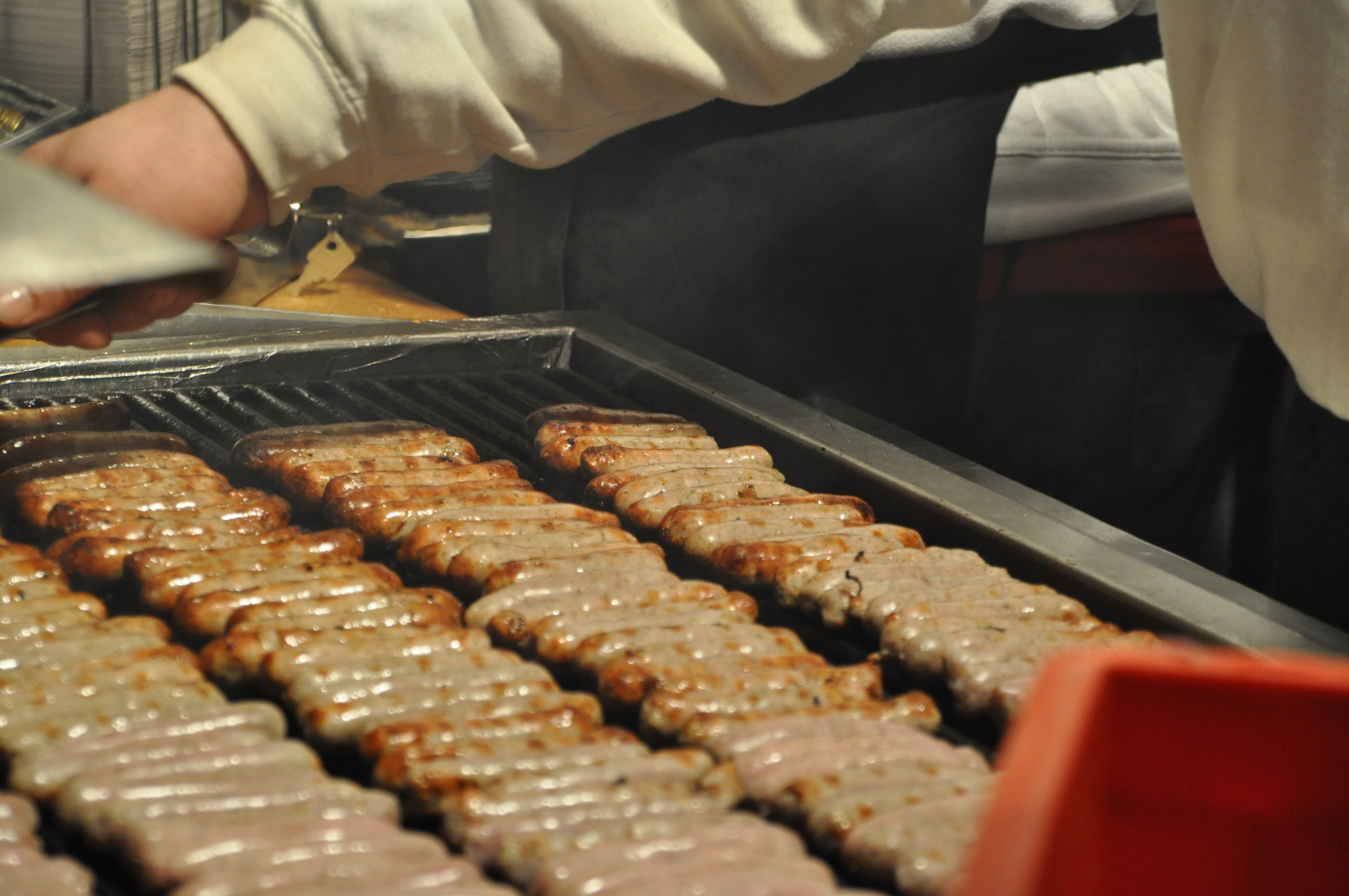
سوسیس کبابی نورنبرگ

رست براتوورست نورنبرگ یک سوسیس گوشت خوک پخته شده‌است. ادویه‌های معمولی نمک سفره و مرزنجوش هستند. جرم دارای ساختار ظریف ۳ میلی‌متر است شن به قطر ۱۵ میلی مت بریده شده استر پر شده‌است. وزن قطعه نورنبرگ رست براتوورست بین ۲۰ تا ۲۵ گرم است و طول ۷ تا ۹ سانتی‌متر. یک نفر معمولاً Drei im Weggla (سه تکه در یک نان) یا دوازده (یک دوجین) یا شش (نیم دوجین) سوسیس کبابی با کلم از یک بشقاب اسپند می‌خورد.
نام «Original Nuremberg رست براتوورست» یا نورنبرگ براتوورست به عنوان یک نشانه جغرافیایی مبدأ توسط کمیسیون اتحادیه اروپا محافظت می‌شود. فقط براتوورست‌هایی که در شهر نورنبرگ تولید می‌شوند و طبق دستور العمل مشخص شده مجاز به داشتن این نام هستند. حمایت قانونی فرمولی را پوشش می‌دهد که در ۱۸ مارس ۱۹۹۸ منتشر شد. با قطعنامه کمیته حقوق، اقتصاد و کار شهر نورنبرگ.
در نورنبرگ، براتوورست توسط چهار شرکت صنعتی بزرگ به نام‌های Schlütter/Ponnath , Kupfer, Forster/Wolf, HoWe Wurstwaren (Hoeneß -Weiß) و قصابان متعدد ساخته می‌شود. پروژه ای از کمیسیون اتحادیه اروپا از سال ۲۰۱۰ در حال اجرا است که در آن بازاریابی و فروش «نورن برگ براتوورست» تحت مفهوم میراث جهانی باواریا ترویج می‌شود. سوسیس کبابی نورنبرگ به عنوان یک خوراکی لذیذ خاص در نورنبرگ در مغازه‌های براتوورست تهیه می‌شود. این رستوران‌های خاص (مثلا B. Zum Gulden Stern از ۱۴۱۹، براتوورست-Röslein، براتوورست-Glöcklein) اغلب رستوران‌های سنتی هستند که به قرن‌ها قبل برمی‌گردد.
موزه
از نوامبر ۲۰۲۱، موزه نورنبرگ براتوورست نیز در بازار دستفروشی نورنبرگ وجود دارد که سفری را در حدود ۷۰۰ سال تاریخ فرهنگی نورنبرگ رست براتوورست با آغاز قرون وسطایی، حماسه‌ها و افسانه‌ها و همچنین صنعت‌گری قصابان نورنبرگ ارائه می‌کند. در حدود صد متر مربع است که برای این بخش در نظر گرفته شده‌است.

#### سنت گالن براتورست

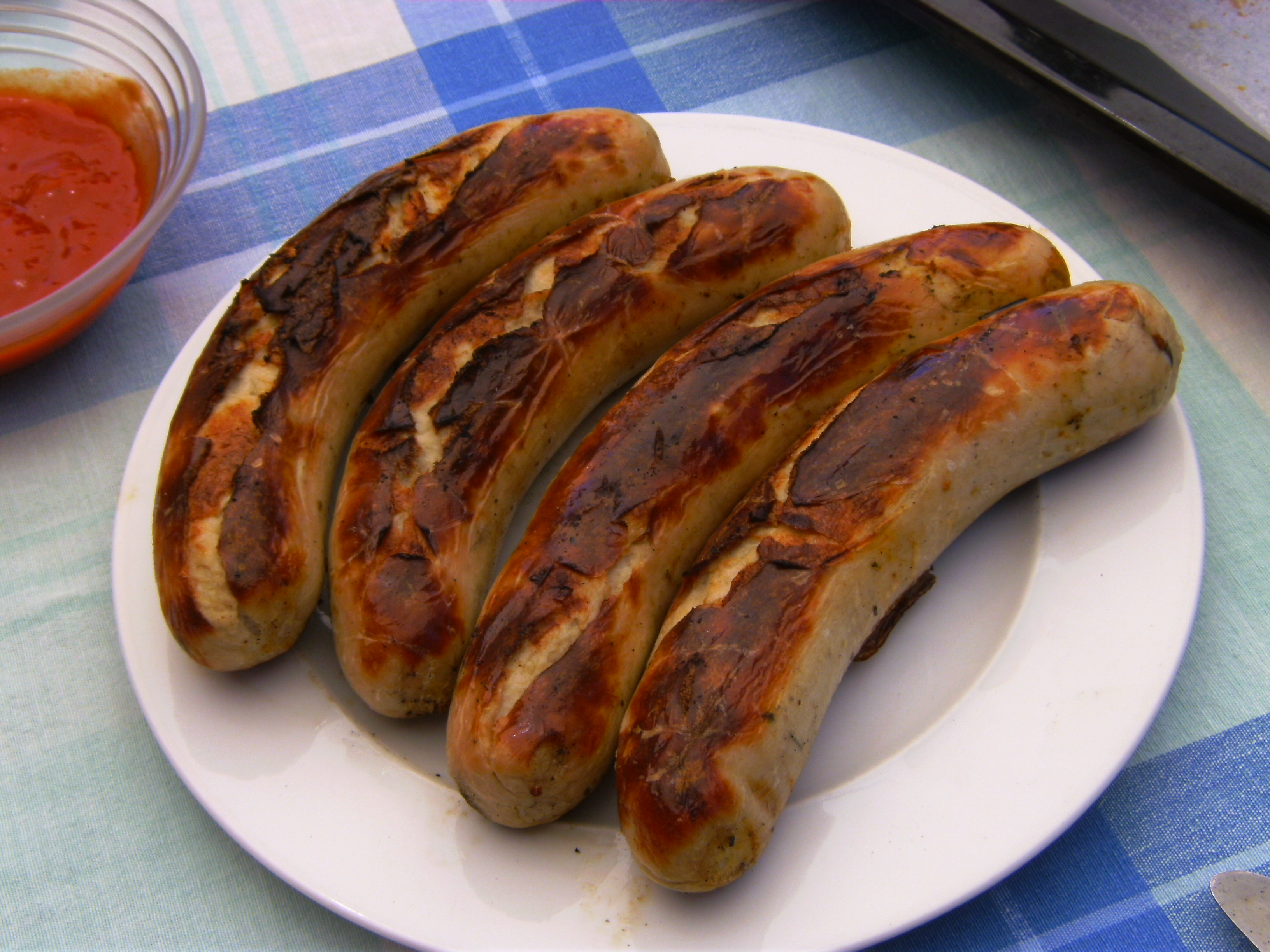
سوسیس OLMA

براتوورست گوساله سنت گالن یک سوسیس آب‌پز است که از گوشت خوک، بیکن تهیه می‌شود. گوشت گوساله در قسمت گوشت سوسیس. اگر گوشت گوساله کمتر باشد به آنها سنت گالن براتورست می‌گویند. شیر به سنت گالن براتورست رنگ سفید مشخص می‌دهد. ادویه نمک، فلفل سفید و گرز اجباری است، ادویه جات دیگر مانند پیاز، لیمو، جوز هندی، هل، گشنیز و زنجبیل مجاز است. سوسیس خام را پس از قرار دادن در پوست ساخته شده از روده خوک در آب داغ با دمای ۷۰ درجه به مدت ده تا بیست دقیقه جوشانده و سپس به سرعت در یک حمام یخ خنک می‌کنند. از سال ۲۰۰۸، St. Gallen براتوورست به عنوان gg در دسترس بوده‌است A یا نشانگر تحت حمایت جغرافیایی (IGP) برای کانتون‌های شرقی سوئیس سنت گالن، تورگائو، آپنزل اوسررودن و اینرهودن. OLMA براتوورست و براتوورست جشنواره کودکان سنت گالن فقط در اندازه و وزن متفاوت هستند.
هم تولیدکنندگان و هم طرفداران سنت گالن براتوورست به شدت از سوسیس بدون خردل حمایت می‌کنند. کسانی که به آن پایبند نیستند، به فرهنگ خوراکیی سوئیس شرقی تمایل دارند. سوسیس‌های سوئیس شرقی به این ترتیب یک خوراکی لذیذ هستند. دقیقاً به این دلیل که مردم شرق سوئیس به شدت برای رسم خود مبارزه می‌کنند و مخالفان و طنزپردازان را ترغیب می‌کند تا دیدگاه خود را ارائه دهند.

#### سوسیس تورینگن

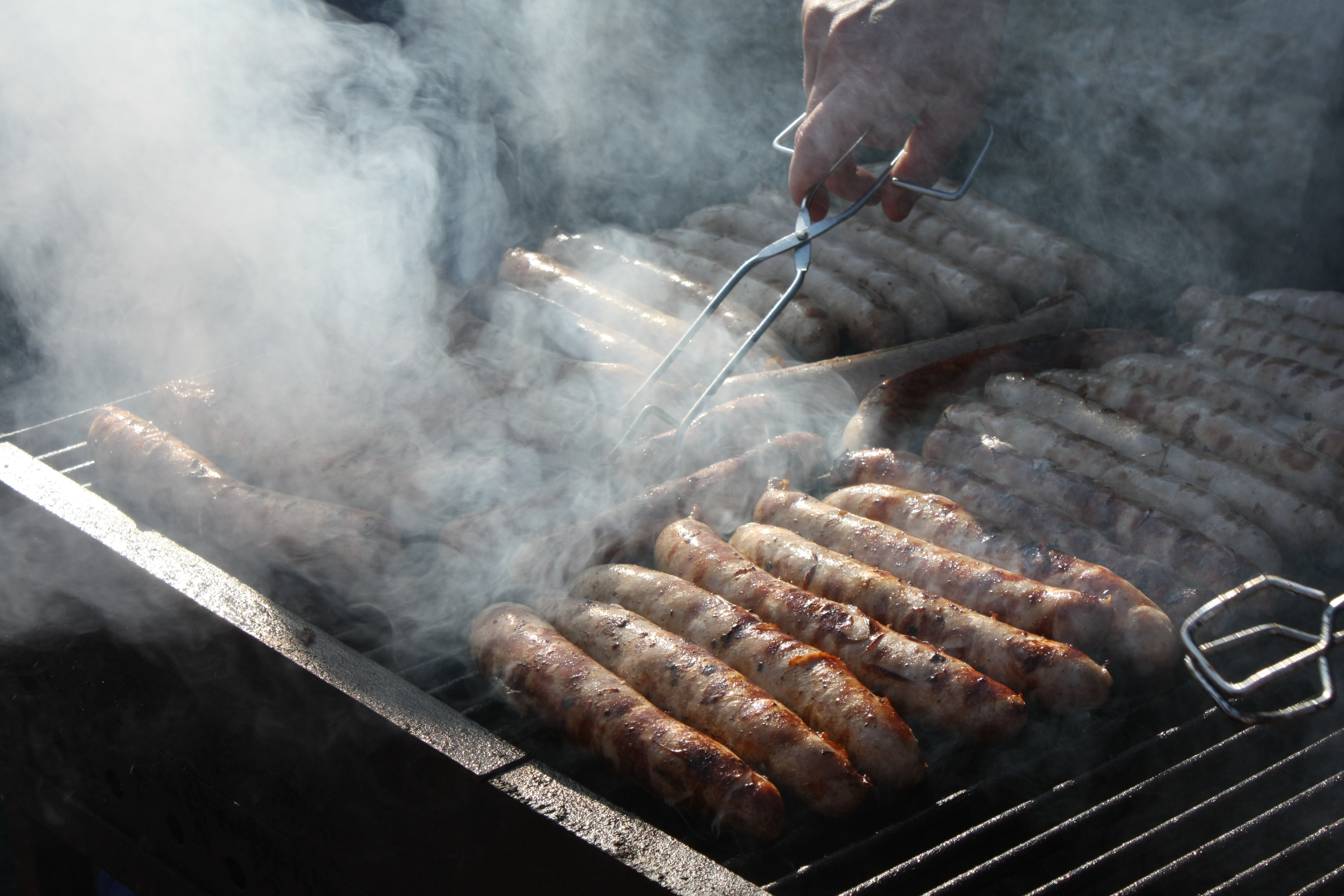
سوسیس کبابی تورینگن

رست براتوورست تورینگن (همچنین فهرست تورینگن) یک رست براتوورست متوسط است که در ایالت آزاد تورینگن از گوشت خوک بدون چربی درشت، گونه خوک بدون پوست، احتمالاً با گوشت گوساله یا گوشت گاو، خام یا آب‌پز و با طعم دهنده تهیه می‌شود. ادویه‌های معمولی نمک، فلفل و بسته به منطقه زیره، مرزنجوش و/یا سیر هستند. در اصل، حداقل ۵۱ درصد مواد خام مورد استفاده از تورینگن می‌آید، به طوری که می‌توان آنها را به این نام نامید. این شرط تا تاریخ انتشار در مجله رسمی اتحادیه اروپا در ۲۲ تمدید شد درخواست آلمان منتشر شده در اکتبر ۲۰۱۱ در سال ۲۰۱۲ لغو شد. دلیل این بود که کیفیت یا شهرت رست براتوورست تورینگن به منشأ مواد خام بستگی ندارد، بلکه بر اساس هنر و تجربه تجارت قصاب تورینگن و دستور العمل‌های سنتی است.
رست براتوورست تورینگن دارای یک سنت چند صد ساله است. قدیمی‌ترین ذکر مستند شناخته شده از یک براتوورست در منطقه را می‌توان در بایگانی دولتی رودولشتات تورینگن در نسخه ای از گزارش استاد برای صومعه آرنشتات در سال ۱۴۰۴ یافت. در آنجا به معنای واقعی کلمه می‌گوید: "1 gr vor gute czu brotwurstin" (۱ گروش برای پوشش‌های براتوورست). قدیمی‌ترین دستور پخت شناخته شده در آرشیو ایالت وایمار است. این از مقررات تجارت قصابی در وایمار، ینا و بوتشتادت از ۲ ژوئیه ۱۶۱۳ است. . کتاب آشپزی Thüringisch-Erfurtische متعلق به سال ۱۷۹۷ حاوی دستور العمل دیگری است که در آن به یک نوع دودی نیز اشاره شده‌است.

### براتوورست در اتریش
انواع سوسیس در سراسر اتریش شناخته شده‌است. «دستورالعمل‌های تقویم کشاورزی و خانه‌داری اتریشی» از سال ۱۷۶۹ به این موارد اشاره می‌کند: سوسیس‌های وستفالیایی Knackwurst و براتوورست، سوسیس‌های خونی Kasellische، سوسیس‌های مغزی و جگر همبرگر و هانوور، Frankfurt Pressmagen. در بیشتر موارد، سوسیس و کالباس در طی کشتار برای مصرف مستقیم به عنوان بخشی از رقص سوته درست می‌شد. بر این اساس، همیشه تفاوت‌های منطقه ای در دستور خوراک وجود داشت.
در Codex Alimentarius Austriacus به عنوان سوسیس آب‌پز در فصل B14 ذکر شده‌است.
در دانش سنتی، براتوورست در فهرست خوراکهای سنتی کل اتریش ذکر شده‌است.
در اتریش علیا اول Advent، یکشنبه براتوورست نیز نامیده می‌شود، زیرا در این روز مرسوم است که برای ناهار سوسیس سرخ شده با کلم ترش بخورند.

## آمار و متفرقه

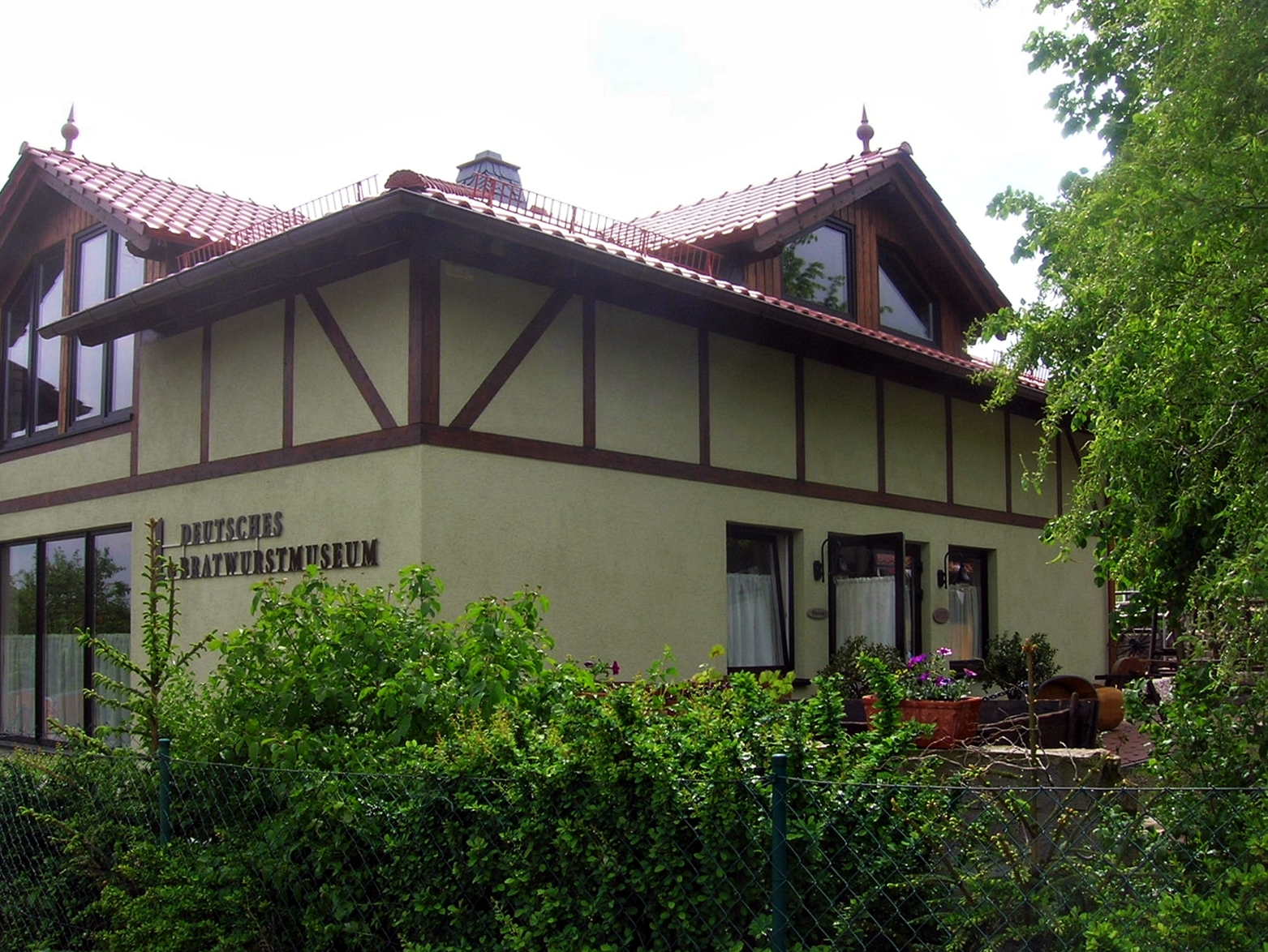
۱. موزه براتورست آلمان در هولزاوزن

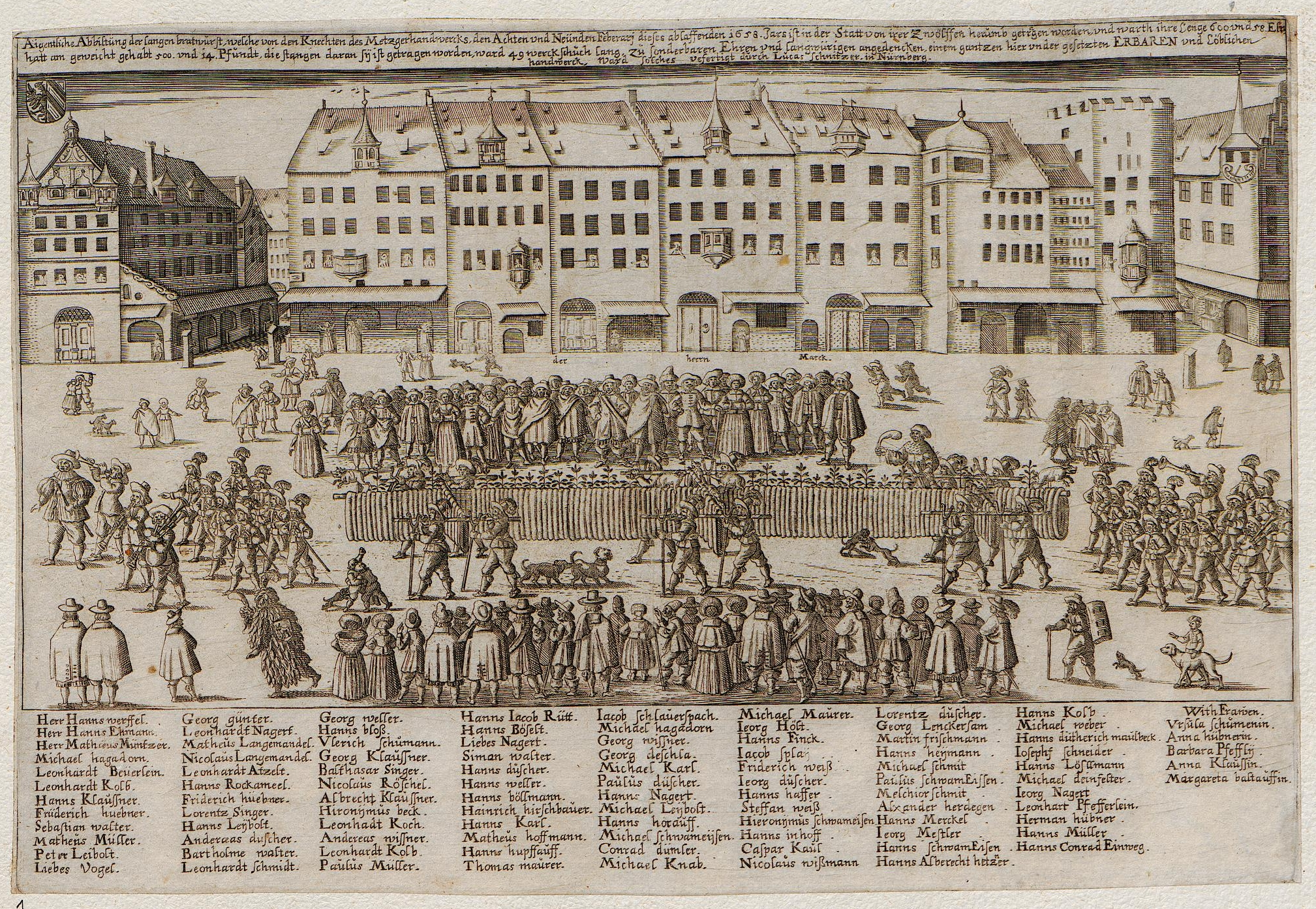
تصویر واقعی براتوورست طولانی که در سال ۱۶۵۸ توسط خادمان تجارت قصاب در شهر حمل می‌شد و طول آن ۶۰۰ و ۵۸ سال بود …، نورنبرگ ۱۶۵۸

تصویر آلمان در خارج از کشور، به ویژه در ایالات متحده آمریکا، با آبجو، سوسیس و کلم ترش مشخص می‌شود. پنج سوسیس محبوب سالامی هستند (۵٫۵ کیلوگرم/سرانه/سال)، سوسیس گوشت، سوسیس (۴٫۳ کیلوگرم/هر نفر/سال)، ژامبون آب‌پز (۲٫۷ کیلوگرم/سرانه/سال) و سوسیس و کالباس (۲٫۷ کیلوگرم/سرانه/سال). در حالی که حجم خرید در سال ۲۰۱۲ به‌طور کلی ۲٫۷ درصد افزایش یافته‌است، کاهش یافت، منهای براتوورست و Würstchen با ۴ درصد کاهش یافت. حدود ۹۰ درصد آلمانی‌ها سوسیس را کباب می‌کنند. خریدهای خصوصی ۸٫۳٪ از براتوورست را تشکیل می‌دهند. سهم براتوورست در کل مصرف سوسیس و گوشت سرانه (۳۱ کیلوگرم) ۲٫۷ کیلوگرم است. در سال ۲۰۱۱ تولید سوسیس و کالباس در آلمان ۱٫۴۹ میلیون تن بود. بزرگترین گروه محصول سوسیس و کالباس آب‌پز با ۸۷۸۵۱۳ است جلوتر از سوسیس خام با ۴۵۰۱۵۰ تی سوسیس پخته با ۱۶۹۹۸۴ عدد دنبال می‌شود و در نهایت براتوورست با ۱۲۲۰۰۰تی
نورنبرگ براتوورست-Glöcklein اولین بار در سال ۱۳۱۳ در اساسنامه ای که توسط شورای شهر امپراتوری نورنبرگ صادر شد ذکر شد و بنابراین قدیمی‌ترین آشپزخانه براتوورست در نورنبرگ بود. اساسنامه یک بازرس گوشت را منصوب کرد که از نام رسمی "Würstlein" استفاده می‌کرد. با توجه به قانون خلوص نورنبرگ، تولید سوسیس هنوز هم تحت شدیدترین مقررات امروزی است. وزن، ضخامت و طول نیز به‌طور مداوم بررسی می‌شود، همان‌طور که نه تنها توسط یک اندازه سوسیس تزئینی سنگ قبر "آشپز سنت لورنتس" که در سال ۱۵۵۴ در قبرستان روچوس درگذشت، بلکه توسط چنگال اندازه‌گیری طول فعلی که رئیس انجمن حفاظت از براتوورست به عنوان یک نماد رسمی استفاده می‌کند.
Wurstkuchl در Regensburg قدیمی‌ترین کباب سوسیس در جهان است و تاریخچه آن به نیمه اول قرن دوازدهم بازمی‌گردد.
با توجه به اهمیت نسبت داده شده رست براتوورست تورینگن برای سبک زندگی تورینگن و همچنین با هدف ترویج گردشگری، ۱. موزه براتورست آلمان در هولزاوزن در نزدیکی آرنشتات افتتاح شد. علاوه بر این، در سال ۲۰۰۶، شهر سوهل برای اولین بار تاج پادشاهی براتوورست تورینگن را بر عهده گرفت.

## خوراکهای مشابه
- Blaue Zipfel: خوراکی با براتوورست ترش که در سرکه پخته شده‌است
- Currywurst , Knackwurst و Grobe Mettwurst گاهی اوقات به عنوان براتوورست شناخته می‌شوند.

## ادبیات
- براتوورست. In: Jacob Grimm, Wilhelm Grimm (Hrsg.): Deutsches Wörterbuch. Band 2: Biermörder–D – (II). S. Hirzel, Leipzig 1860, Sp. 313 (woerterbuchnetz.de).

## لینک‌های وب
- انجمن حفاظت نورنبرگ براتوورست e. V
- نورنبرگ رست براتوورست. در: مجله رسمی اتحادیه اروپا، شماره C 63، ۱۲ مارس ۲۰۰۲.
- اصول گوشت و فرآورده‌های گوشتی کتاب خوراکی آلمانی
- St. Galler براتوورست در